# Chris Scott (musicista)
Chris Scott (...) è un musicista britannico.
È un ex membro dell'indie pop band Talulah Gosh, nella quale sostituì Rob Pursey al basso subito dopo la nascita del gruppo.
Ha suonato anche nei Saturn V e nei Royal Assassins ed è stato il cantante dei Decay Sisters.

## Discografia

### Talulah Gosh
- "I Told You So" (flexi disc, 1986) (allegato alle fanzine Are You Scared To Get Happy? No. 3 and Trout Fishing In Leytonstone No. 3)
- "Beatnik Boy" (singolo, 1986)
- "Steaming Train" (singolo, 1986)
- "Talulah Gosh" (singolo, 1987)
- "Bringing Up Baby" (singolo, 1987)
- "Testcard Girl" (singolo, 1988)
- "Demos EP" (singolo, 2011 - recorded 1986)

### Saturn V
- Dominator / Red Star In Orbit  (singolo - 1992)
- Everything Tends Towards Chaos  (singolo - 1992)
- Happy Trails   (singolo - 1992)
- Skycycle  (singolo - 1993)

### The Royal Assassins
- Live Thekla Bristol 1985   (2010)

### Decay Sisters
- Live At Trinity Hall, Bristol 1983    (2009)